# 神郷町 (名古屋市)
神郷町（しんごうちょう）は、愛知県名古屋市中川区の地名。現行行政地名は神郷町1丁目から神郷町3丁目。住居表示未実施。

## 地理
名古屋市中川区の東部に位置し、1〜2丁目の東に丹後町、西に元中野町、北に応仁町と牛立町、3丁目の東に花塚町、西に大山町、南に外新町、2丁目と3丁目の間に中島新町と接する。

## 歴史

### 地名の由来
牛立町の字神明前と集落を意味する郷を組み合わせて命名されたという。

### 沿革
- 1960年（昭和35年）3月25日 - 中川区牛立町の一部により、同区神郷町として成立[7]。

## 世帯数と人口
2019年（平成31年）4月1日現在の世帯数と人口は以下の通りである。
| 町丁   | 世帯数  | 人口  |
| ------ | ------- | ----- |
| 神郷町 | 159世帯 | 327人 |

### 人口の変遷
国勢調査による人口の推移
| 1995年（平成7年）  | 234人 | [ 8 ]  |  |
| 2000年（平成12年） | 234人 | [ 9 ]  |  |
| 2005年（平成17年） | 258人 | [ 10 ] |  |
| 2010年（平成22年） | 281人 | [ 11 ] |  |
| 2015年（平成27年） | 329人 | [ 12 ] |  |

## 学区
市立小・中学校に通う場合、学校等は以下の通りとなる。また、公立高等学校に通う場合の学区は以下の通りとなる。
| 番・番地等 | 小学校               | 中学校               | 高等学校 |
| ---------- | -------------------- | -------------------- | -------- |
| 全域       | 名古屋市立八幡小学校 | 名古屋市立八幡中学校 | 尾張学区 |

## その他

### 日本郵便
- 郵便番号 : 454-0046[3]（集配局：中川郵便局[15]）。